# Barossa Goldfields
Barossa Goldfields är en gruva i Australien. Den ligger i kommunen Barossa och delstaten South Australia, omkring 38 kilometer nordost om delstatshuvudstaden Adelaide. Den ligger vid sjön Barossa Reservoir.
Närmaste större samhälle är Gawler, nära Barossa Goldfields. 
I omgivningarna runt Barossa Goldfields växer huvudsakligen savannskog. Runt Barossa Goldfields är det glesbefolkat, med 17 invånare per kvadratkilometer. Genomsnittlig årsnederbörd är 593 millimeter. Den regnigaste månaden är juli, med i genomsnitt 95 mm nederbörd, och den torraste är december, med 13 mm nederbörd.